# (27788) 1993 AS
(27788) 1993 AS est un astéroïde de la ceinture principale d'astéroïdes de 13,494 km de diamètre découvert en 1993.

## Description
(27788) 1993 AS a été découvert le 13 janvier 1993 à Kushiro (Japon) par Seiji Ueda et Hiroshi Kaneda.

### Caractéristiques orbitales
L'orbite de cet astéroïde est caractérisée par un demi-grand axe de 3,17 UA, un périhélie de 2,93 UA, une excentricité de 0,08 et une inclinaison de 21,42° par rapport à l'écliptique. Du fait de ces caractéristiques, à savoir un demi-grand axe compris entre 2 et 3,2 UA et un périhélie supérieur à 1,666 UA, il est classé, selon la JPL Small-Body Database, comme objet de la ceinture principale d'astéroïdes.

### Caractéristiques physiques
(27788) 1993 AS a une magnitude absolue (H) de 12,8 et un albédo estimé à 0,065, ce qui permet de calculer un diamètre de 13,494 km. Ces résultats ont été obtenus grâce aux observations du Wide-Field Infrared Survey Explorer (WISE), un télescope spatial américain mis en orbite en 2009 et observant l'ensemble du ciel dans l'infrarouge, et publiés en 2011 dans un article présentant les premiers résultats concernant les astéroïdes de la ceinture principale.